# Lars Berger
Lars Berger (Levanger, 1979. május 1. –) norvég sílövő és sífutó. Hatévesen kezdett el a sífutással, majd 1989-ben a biatlonnal foglalkozni. Mindkét sportban pályafutása során kiemelkedő eredményeket tudott elérni.
Sílövészetben első jelentősebb versenye az 1999-es junior világbajnokság volt. Európa-bajnokságon a legjobb eredménye egy második hely volt 2008-ban, a norvég váltó tagjaként.
A sílövő világkupában 2001-ben indult először. Összetettben a legjobb eredményt a 2003/2004-es sorozatban érte el, amikor az ötödik helyen végzett.
Világbajnokságon sílövészetben 2004-ben állt rajthoz először, és rögtön két második helyet is szerzett: a váltóval és a tömegrajtos versenyben. Aranyérmet 2009-ben tudott nyerni, a norvég váltó tagjaként.
A sífutó világbajnokságon 2001-ben vett először részt. Világbajnokságon három aranyérmet nyert, 2005-ben a váltóval, 2007-ben pedig ugyancsak a váltóval és a szabadstílusú versenyszámban.

## Eredményei biatlonban

### Olimpia
| Év   | Világbajnokság | Versenyszám | Versenyszám | Versenyszám   | Versenyszám | Versenyszám | Versenyszám |
| Év   | Világbajnokság | Egyéni      | Sprint      | Üldözőverseny | Tömegrajtos | Váltó       |             |
| ---- | -------------- | ----------- | ----------- | ------------- | ----------- | ----------- | ----------- |
| 2010 | Vancouver      |             | 46          | 23            |             | 2           |             |

### Világbajnokság
| Év   | Világbajnokság              | Versenyszám | Versenyszám | Versenyszám   | Versenyszám | Versenyszám | Versenyszám  | Versenyszám |
| Év   | Világbajnokság              | Egyéni      | Sprint      | Üldözőverseny | Tömegrajtos | Váltó       | Vegyes váltó |             |
| ---- | --------------------------- | ----------- | ----------- | ------------- | ----------- | ----------- | ------------ | ----------- |
| 2004 | Oberhof                     | 24          | 14          | 11            | 2           | 2           |              |             |
| 2005 | Hochfilzen Hanti-Manszijszk |             | 44          | 32            |             |             |              |             |
| 2006 | Pokljuka                    |             |             |               |             |             | 23           |             |
| 2007 | Antholz-Anterselva          | 49          | 14          | 11            | 17          | 2           |              |             |
| 2008 | Östersund                   |             |             |               |             |             |              |             |
| 2009 | Phjongcshang                | 34          | 2           | 5             | 29          | 1           |              |             |
| 2010 | Hanti-Manszijszk            |             |             |               |             |             |              |             |
| 2011 | Hanti-Manszijszk            | 65          | 14          | 19            | 14          |             |              |             |
| 2012 | Ruhpolding                  |             | 32          | 40            |             |             |              |             |

### Világkupa
| Idény   | Összesített eredmény Helyezés (Pontszám) | Összesített eredmény Helyezés (Pontszám) | Összesített eredmény Helyezés (Pontszám) | Összesített eredmény Helyezés (Pontszám) | Összesített eredmény Helyezés (Pontszám) |
| Idény   | Összetett                                | Egyéni                                   | Sprint                                   | Üldözőverseny                            | Tömegrajtos                              |
| ------- | ---------------------------------------- | ---------------------------------------- | ---------------------------------------- | ---------------------------------------- | ---------------------------------------- |
| 2001/02 | 173 (12)                                 | 0                                        | 145 (6)                                  | 144 (6)                                  | 0                                        |
| 2002/03 | 43 (92)                                  | 0                                        | 36 (48)                                  | 33 (44)                                  | 0                                        |
| 2003/04 | 5 (589)                                  | 17 (44)                                  | 3 (268)                                  | 8 (201)                                  | 12 (75)                                  |
| 2004/05 | 17 (298)                                 | 48 (9)                                   | 14 (172)                                 | 17 (102)                                 | 37 (15)                                  |
| 2005/06 | 34 (143)                                 | 0                                        | 29 (74)                                  | 30 (56)                                  | 37 (13)                                  |
| 2006/07 | 27 (236)                                 | 48 (9)                                   | 16 (143)                                 | 28 (60)                                  | 35 (24)                                  |
| 2007/08 | 78 (14)                                  | 0                                        | 81 (1)                                   | 53 (13)                                  | 0                                        |
| 2008/09 | 17 (444)                                 | 55 (23)                                  | 12 (234)                                 | 23 (100)                                 | 24 (75)                                  |
| 2009/10 | 34 (227)                                 | 42 (34)                                  | 40 (85)                                  | 29 (76)                                  | 35 (32)                                  |
| 2010/11 | 17 (440)                                 | 51 (20)                                  | 8 (238)                                  | 18 (118)                                 | 28 (64)                                  |
| 2011/12 | 44 (157)                                 | 0                                        | 42 (79)                                  | 42 (54)                                  | 39 (24)                                  |

| 2002/03    | | Antholz-Anterselva Váltó                                                                               | Östersund Sprint                                                                                      |
| 2003/04    | Hochfilzen Sprint Hochfilzen Váltó Lake Placid Sprint Oslo Holmenkollen Sprint                         | Ruhpolding Váltó Ruhpolding Üldözőverseny Oberhof Váltó (VB) Oberhof Tömegrajtos (VB)                  | Ruhpolding Sprint                                                                                     |
| 2004/05    | | Ruhpolding Üldözőverseny                                                                               | |
| 2005/06    | | Hochfilzen Sprint                                                                                      | Kontiolahti Üldözőverseny                                                                             |
| 2006/07    | Hochfilzen/Breznóbánya Váltó                                                                           | Antholz-Anterselva Váltó (VB)                                                                          | Oberhof Váltó                                                                                         |
| 2007/08    | | | |
| 2008/09    | Hochfilzen Sprint Phjongcshang Váltó (VB) Vancouver Sprint                                             | Phjongcshang Sprint (VB)                                                                               | |
| 2009/10    | | Östersund Váltó                                                                                        | |
| 2010/11    | Ruhpolding Sprint                                                                                      | | Oberhof Váltó Antholz-Anterselva Sprint                                                               |
| 2011/12    | Hochfilzen Váltó                                                                                       | | |
| Összesítés | Egyéni: 0 Sprint: 6 Üldözőverseny: 0 Tömegrajtos: 0 Váltó: 4 Vegyes váltó: 0 ------------ Összesen: 10 | Egyéni: 0 Sprint: 2 Üldözőverseny: 2 Tömegrajtos: 1 Váltó: 5 Vegyes váltó: 0 ------------ Összesen: 10 | Egyéni: 0 Sprint: 3 Üldözőverseny: 1 Tömegrajtos: 0 Váltó: 2 Vegyes váltó: 0 ------------ Összesen: 6 |

- O - Olimpia és egyben világkupa forduló is.
- VB - Világbajnokság és egyben világkupa forduló is.